# Lindneromyia ubusuku
Lindneromyia ubusuku är en tvåvingeart som först beskrevs av Kessel och Clopton 1970.  Lindneromyia ubusuku ingår i släktet Lindneromyia och familjen svampflugor.
Artens utbredningsområde är Zimbabwe. Inga underarter finns listade i Catalogue of Life.